# Косінов Станіслав Анатолійович
Косінов Станіслав Анатолійович — український політик.
Доктор юридичних наук, народний депутат України, перший заступник Голови Державної аудиторської служби України (з липня 2016 по грудень 2018 року), начальник Північно-східного офісу Держаудитслужби.

## Біографія
Н. 29.12.1971 (місто Харків) в сім'ї службовців; одружений; дочки Катерина, Дарина та Єлизавета.
Освіта: Національна юридична академія України (1996), юрист.
Народний депутат України 4-го скликання 04.2002-04.2006, виборчій округ № 170, Харківська область, висунутий Виборчім блоком політичних партій «За єдину Україну!». За 27.24 %, 12 суперників. На час виборів: директор юридичної фірми ТОВ «Енергосервіс» (Харків), член НДП. Член фракції «Єдина Україна» (05.-06.2002), уповноважений представник фракції НДП (06.2002-04.2003), позафракційний (04.2003-04.2004), уповноважений представник групи «Центр» (04.-06.2004), член фракції НАПУ (06.2004-03.2005), член фракції НП (з 03.2005); член Комітету з питань паливно-енергетичного комплексу, ядерної політики та ядерної безпеки (з 06.2002).
- 1989—1991 — курсант ВІРТА ППО ім. Говорова, місто Харків;
- 1992—1993 — юрисконсульт ТОВ «Астра-Україна», місто Харків;
- 1993—1996 — юрист АТ «СТАНК», місто Харків;
- 10.1996-05.2000 — аспірант, асистент кафедри цивільного права Національної юридичної академії України імені Ярослава Мудрого;
- 05.2000-02.2001 — заступник директора Харківської філії спеціалізованого державного підприємства «Укрспецюст»;
- 03.2001-04.2002 — директор юридичної фірми ТОВ «Енергосервіс», місто Харків;
- 07.2006-10.2012 — начальник територіального управління Рахункової палати по Харківській, Сумській та Полтавській областях (у м. Харків);
- 10.2012-07.2016 — начальник Державної фінансової інспекції в Харківській області;
- 07.2016 по 12.2018 року — в.о., згодом Перший заступник Голови Державної аудиторської служби України[3][4];
- 12.2018 — по теперішній час — начальник Північно-східного офісу Держаудитслужби[5]

Державний службовець 1-го рангу.
Дружина Оксана — дочка ректора Національного юридичного університету імені Ярослава Мудрого Василя Тація.